# Atriplex papillata
Atriplex papillata là loài thực vật có hoa thuộc họ Dền. Loài này được J.H.Willis mô tả khoa học đầu tiên năm 1957.